# F9 (film)
F9 (også kendt som F9: The Fast Saga og internationalt som Fast & Furious 9) er en amerikansk actionfilm fra 2021 instrueret af Justin Lin efter et manuskript af Daniel Casey og Lin.

## Handling
Handlingen foregår 2 år efter handlingen i den forrige film, The Fate of the Furious. Dominic "Dom" Toretto (spillet af Vin Diesel) og hans bande skal redde verden ved at stoppe en plan fra Doms onde lillebror Jakob (spillet af John Cena).